# Fehimli, Yenifakılı
Fehimli là một xã thuộc huyện Yenifakılı, tỉnh Yozgat, Thổ Nhĩ Kỳ. Dân số thời điểm năm 2010 là 763 người.